# Giovine Italia
Pour les articles homonymes, voir Giovine Italia (homonymie).

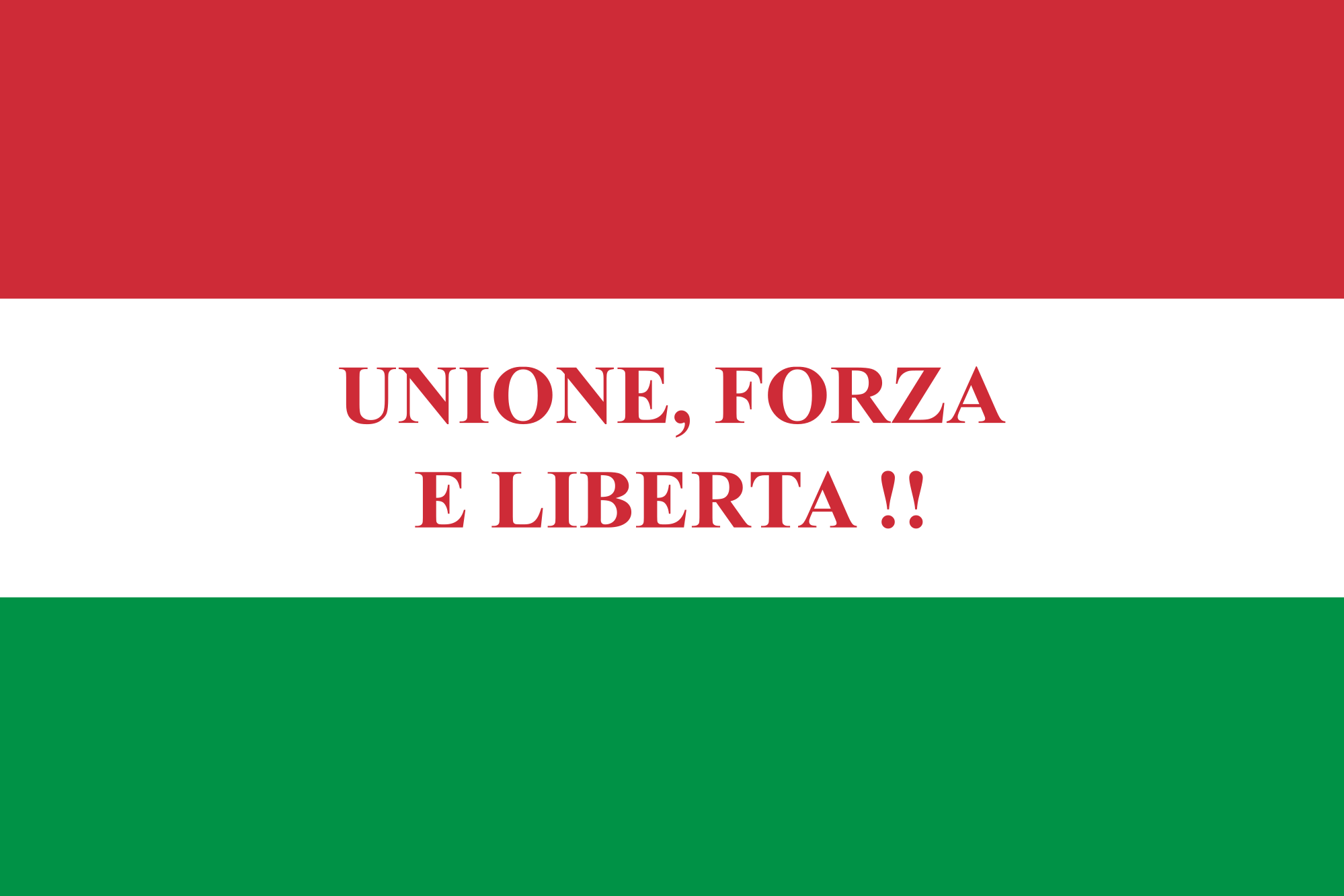
Le drapeau de la Giovine Italia.

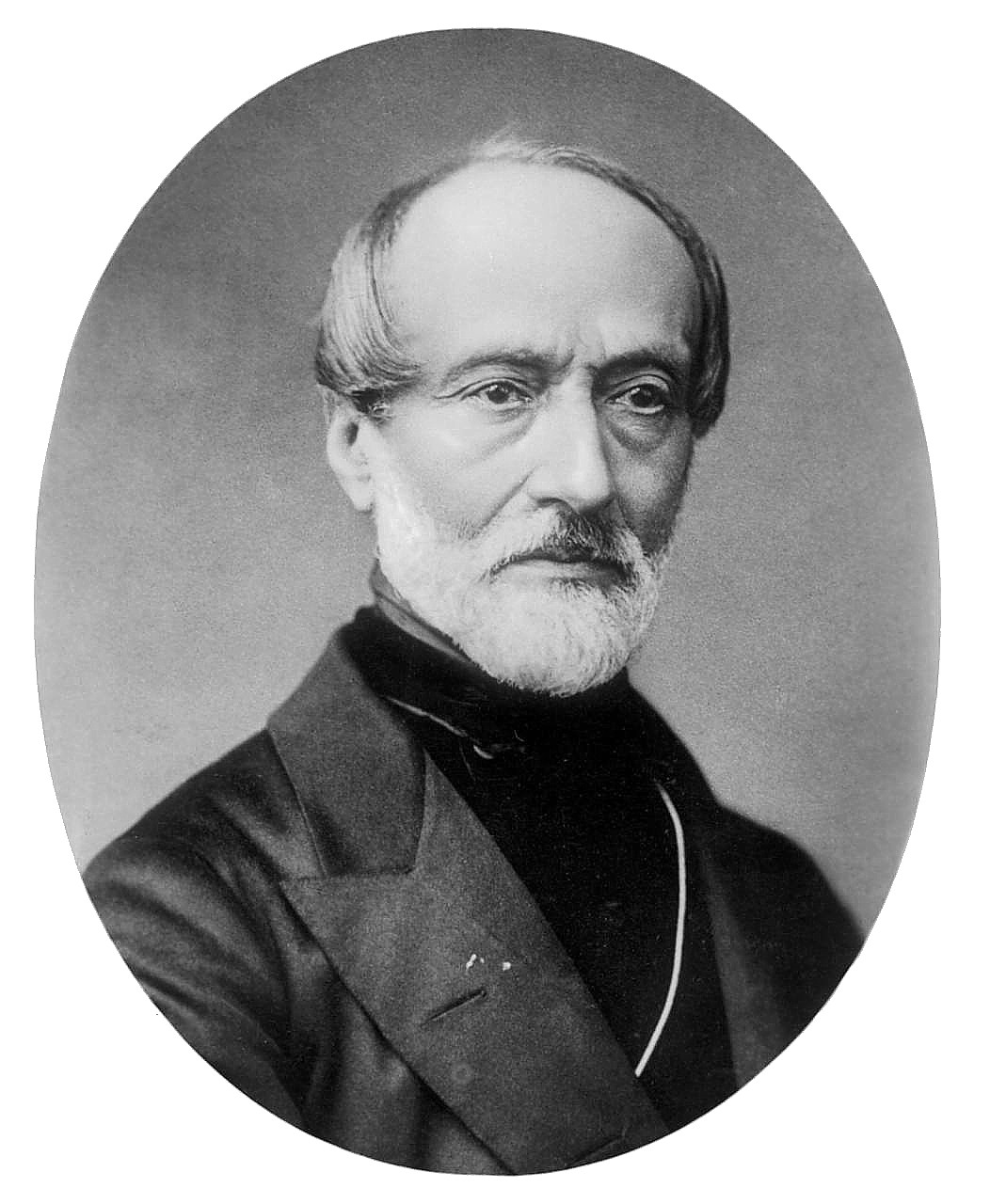
Giuseppe Mazzini

Le mouvement Giovine Italia (ou Giovane Italia) était une association politique insurrectionnelle fondée par Giuseppe Mazzini à Marseille le 14 août 1831 dont le programme était publié par un périodique portant le même nom.

## Préambule
Giuseppe Mazzini, patriote révolutionnaire italien de surcroit républicain et ancien carbonaro, s'exile en France en 1831 après l'échec des révolutions menées dans le royaume de Naples et au Piémont la même année. Il fonde alors à Marseille le mouvement Giovine Italia (Jeune Italie), qui se donne pour but d'aboutir à l'unification de l'Italie par des voies politiques. En effet, Giuseppe Mazzini constate l'échec du carbonarisme à aboutir lors des insurrections de 1821 et 1831.
Dans les années 1833 - 1834, pendant la période des procès au Piémont et l'échec de l'expédition de la Maison de Savoie, l'association disparait pendant quatre ans et réapparait seulement en 1838 en Grande-Bretagne. Par la suite Giovine Italia fait partie d'une autre association mazzinienne, Giovine Europa, avec d'autres associations similaires comme Giovine Germania, Giovine Polonia et Giovine Francia. Le 5 mai 1848, l'association est définitivement dissoute par Mazzini qui fonde à la place l’Associazione Nazionale Italiana et par la suite le Parti d'action, à partir duquel prennent corps les noyaux du Parti radical historique et du Parti républicain italien.
L'objectif de cette organisation est celui de transformer l'Italie en une république démocratique unitaire, selon les principes de liberté, indépendance et unité, en destituant les gouvernements des précédents États pré-unitaires.
La Giovine Italia constitue un des éléments fondamentaux du Risorgimento italien.

## Histoire

### Origine du mouvement
| Trovai tutti persuasi che la Giovine Italia era pazzia; pazzia le sette, pazzie il cospirare, pazzie le rivoluzioncine fatte sino a quel giorno, senza capo né coda. —Massimo d'Azeglio, Degli ultimi casi di Romagna | Je trouvais tout le monde persuadé par le fait que la Giovine Italia était une folie ; folie les sectes, folie la conspiration ; folie les petites révolutions faites jusqu'à ce jour-là, sans queue ni tête. |

| Su queste classi [...] così fortemente interessate al mantenimento dell'ordine sociale le dottrine sovversive della Giovine Italia non hanno presa. Perciò ad eccezione dei giovani presso i quali l'esperienza non ha ancora modificate le dottrine assorbite nell'atmosfera eccitante della scuola, si può affermare che non esiste in Italia se non un piccolissimo numero di persone seriamente disposte a mettere in pratica i principi esaltati di una setta inasprita dalla sventura. —Camillo Cavour, A.Gacino-Canina, Economisti del Risorgimento, UTET. Turin, 1953 | Sur ces classes [...] aussi fortement intéressées au maintien de l'ordre social les doctrines subversives de la Giovane Italia n'ont pas prise. Pour cela, exception faite des jeunes auprès desquels l'expérience n'a pas encore modifié les doctrines absorbées dans l'atmosphère excitante de l'école, on peut affirmer qu'il n'existe pas en Italie, à l'exception d'un tout petit nombre, des personnes sérieusement disposées à mettre en pratique les principes exaltés d'une secte aigrie par la malchance. |

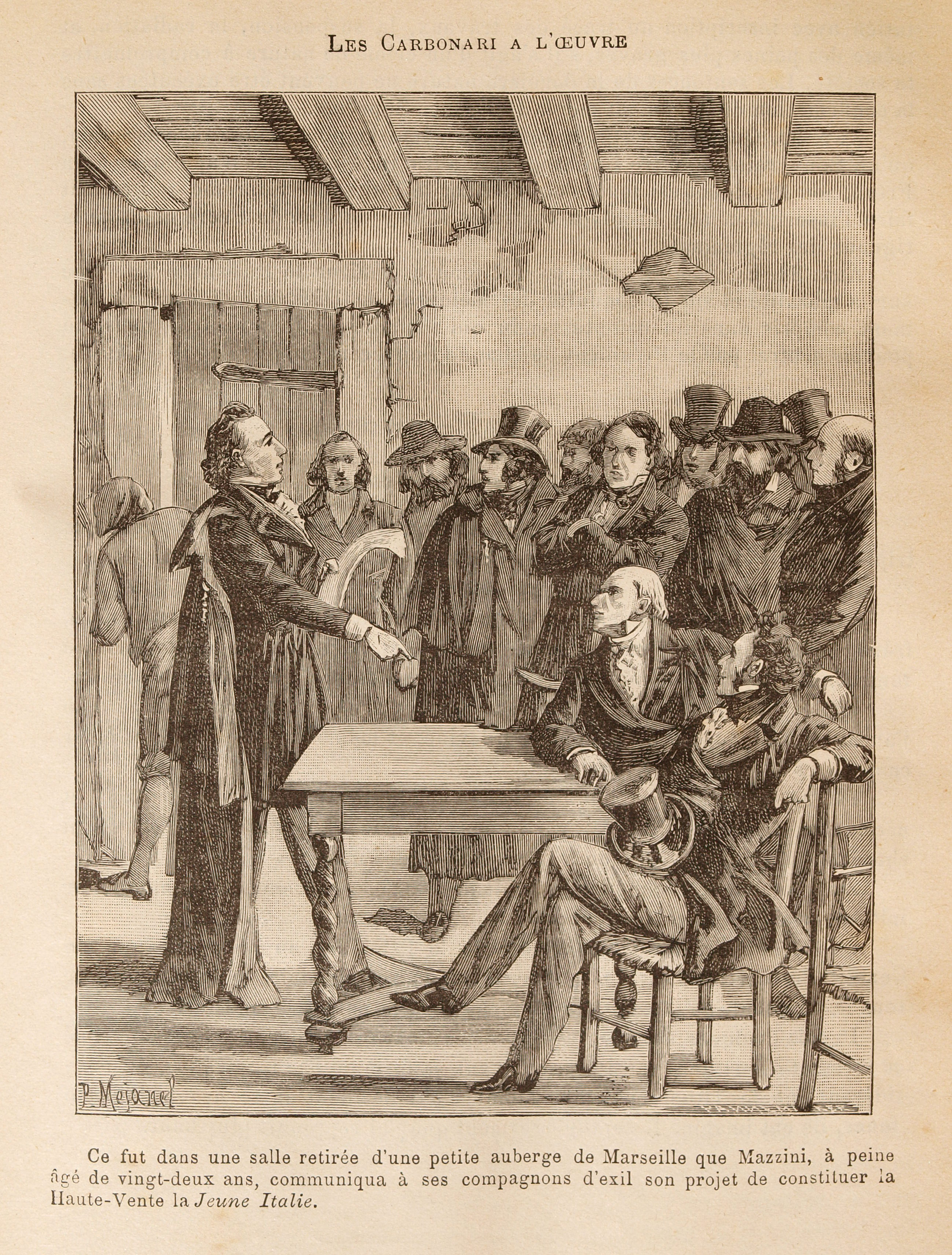
Mazzini faisant un discours à Jeune Italie, dessin de Pierre Méjanel

En 1831, Mazzini se trouve en exil à Marseille après son arrestation et le procès de 1830 dans le royaume de Sardaigne à cause de son affiliation à la carboneria. Ne pouvant prouver sa culpabilité, la police l'oblige à choisir entre son confinement dans un village du Piémont et l'exil. Mazzini choisit l'exil et au mois de février 1831, il passe en Suisse, puis à Lyon et enfin Marseille (où il arrive le 29 mars 1831, séjournant rue de l’Arbre, pour un exil politique de 27 mois), ville où il entre en contact avec les groupes de Philippe Buonarroti et avec le mouvement saint-simonisme alors diffus en France. Il fait l'analyse de l'échec des soulèvements de 1831 dans les duchés et en Romagne.
Le constat final mit en évidence que les sectes carbonare ont failli surtout par leurs programmes contradictoires et par l'hétérogénéité des classes qui en font partie. Devant l'impossibilité de mettre en place une coordination plus ample des insurrections par la mise en commun des divers projets politiques provinciaux de plus petite substance comme lors des soulèvements de Turin de 1821 quand toute tentative d'association échoue avec les « frères » lombards. Enfin il faut renoncer à solliciter comme en 1821, au soutien des princes et comme lors des insurrections de 1830-1831, à l'aide des français.

### Actions
Le mouvement Giovine Italia n'a jamais réussi à fédérer beaucoup de patriotes italiens, du fait notamment du manque de cohérence politique de Giuseppe Mazzini. Celui-ci rejette le socialisme pour lui préférer une union nationale, mais cette option ne réussit pas non plus. En 1835, Mazzini, alors réfugié en Suisse et constatant l'échec de son mouvement Giovine Italia, crée la Giovine Europa, qui doit fédérer les mouvements patriotiques européens (Irlande, Grèce, Pologne, Hongrie…). C'est également un échec mais Giuseppe Mazzini est profondément respecté par les patriotes et les socialistes de l'époque car il est le seul à avoir une vision globale des mouvements nationalistes européens.

#### Échec de l’insurrection de Savoie (1833)
Les adhésions les plus nombreuses au programme de Giovine Italia émanent surtout de la jeunesse de Ligurie, Piémont, Émilie et Toscane qui se mettent à l'épreuve en organisant dans les années 1833 - 1834 une série d'insurrections qui se terminent toutes par des arrestations, de la prison et des condamnations à mort. L'association disparaît pendant quatre années.
En 1833, elle organise sa première tentative insurrectionnelle qui a comme cibles Chambéry, Turin, Alexandrie et Gênes où elle compte de nombreuses adhésions dans le milieu militaire. Mais avant même le début de l'insurrection, la police de la Maison de Savoie, à cause d'une rixe entre les soldats de Savoie vient à connaître l'opération et met aux arrêts une grande partie des conjurés qui sont durement poursuivis, la loyauté de l'armée envers Charles-Albert de Sardaigne étant le fondement de la sécurité de son pouvoir.
Parmi les condamnés figurent les frères Giovanni et Jacopo Ruffini, ami personnel de Mazzini et chef de Giovine Italia de Gênes, l'avocat Andrea Vochieri et l'abbé turinois Vincenzo Gioberti. Tous subissent un procès devant le tribunal militaire, douze insurgés sont condamnés à mort, parmi lesquels Vochieri, tandis que Jacopo Ruffini se suicide en prison ce dont Mazzini se sent responsable. L'opération lui vaut d'être condamné à mort par contumace par le Piémont.

#### Tentative d'invasion de la Savoie et insurrection de Gênes (1834)
L'échec du premier mouvement insurrectionnel n'arrête pas Mazzini, convaincu que c'est le moment opportun et que le peuple va suivre. Il espère aussi que l'expédition provoque un conflit international notamment entre la France et l'Autriche, ce qui provoque l'intérêt des démocrates européens et plus particulièrement des républicains français. Depuis Genève, avec d'autres Italiens et quelques Allemands et Polonais, au total 200 hommes, il organise à l'action militaire contre l’État des Savoie. À la tête de la révolte, il y a le général Gerolamo Ramorino, plus mercenaire que général, qui a déjà pris part aux émeutes de 1831. Ce choix s'avère être une erreur car Ramorino joue l'argent collecté pour l'insurrection et reporte sans cesse l'expédition, de sorte que lorsque le 2 février 1834, il décide de traverser la frontière de la Savoie avec ses hommes, quelques centaines, la police, alertée depuis longtemps, disperse très facilement les volontaires qui occupent un poste douanier.
Au même moment, une révolte à Gênes doit éclater, sous le commandement de Giuseppe Garibaldi, qui s'est enrôlé dans la marine de guerre sarde afin de propager la propagande révolutionnaire parmi les équipages. Quand il arrive sur le lieu où doit débuter l'insurrection il ne trouve personne, ainsi resté seul, il doit s'enfuir. Il échappe juste à temps à la condamnation à mort émise contre lui en montant sur un navire en partance pour l'Amérique du Sud où il continue à combattre pour la liberté des peuples.
Mazzini, qui a personnellement pris part à l'expédition avec Ramorino, est expulsé de Suisse et doit trouver refuge en Grande-Bretagne où il continue son action politique par des discours politiques, des lettres, des articles de journaux et des revues en aidant les Italiens à maintenir le désir d'unité et d'indépendance.
Bien que l'échec des insurrections soit total, après ces évènements la ligne politique de Charles-Albert change, craignant que des réactions excessives puissent devenir dangereuses pour sa monarchie.

### Dissolution
En 1834, Giovine Italia intègre une nouvelle association politique mazzinienne, la Giovine Europa (1834-1836), en même temps que d'autres associations similaires comme Giovine Germania, Giovine Polonia et Giovine Francia. Giovine Italia réapparait seulement en 1838 en Angleterre.
Le 5 mai 1848, l'association est définitivement dissoute par Mazzini qui la remplace par l’Association Nationale Italienne.

## Autres associations
Le nom du mouvement mazzinien a été repris par diverses associations de couleur politique différentes de l'Italie contemporaine:
- Giovane Italia, association de jeunes étudiants de droite fondée en 1954 et proche du Mouvement social italien.
- Giovane Italia, association politique d'inspiration social-démocratie fondée par Stefania Craxi en 2004.
- Giovane Italia, mouvement de la jeunesse du Le Peuple de la liberté, né de l'union de Action Jeunes et Forza Italia Giovani, à leur tour mouvements respectivement d'Alleanza Nazionale et Forza Italia

## Note
- (it) Cet article est partiellement ou en totalité issu de l’article de Wikipédia en italien intitulé « Giovine Italia » (voir la liste des auteurs).

1. ↑  Belardelli, 2010, p. 55
2. 1 2  Belardelli, 2010, p. 57
3. ↑  Rapport présenté à la haute Assemblée fédérale par le Conseil fédéral suisse sur sa gestion pendant l'année 1864., Paris, Switzerland. Bundesrat (lire en ligne)
4. ↑  Biellesi Tessitori di Unità, consulté le 3 mars 2011